# Kim Nam-joo
Kim Nam-joo (hangul: 김남주), även känd under artistnamnet Namjoo, född 15 april 1995 i Seoul, är en sydkoreansk sångerska och skådespelare.
Hon har varit medlem i den sydkoreanska tjejgruppen Apink sedan gruppen debuterade 2011. Namjoo är även med i Apinks undergrupp Apink BnN tillsammans med den andra gruppmedlemmen Bomi.

## Diskografi

### Album
| Datum       | Albumtitel              | Topplacering          |
| Datum       | Albumtitel              | Sydkorea (Gaon Chart) |
| ----------- | ----------------------- | --------------------- |
| 19 apr 2011 | Seven Springs of A Pink | 6                     |
| 22 nov 2011 | Snow Pink               | 7                     |
| 9 maj 2012  | Une Annee               | 4                     |
| 5 jul 2013  | Secret Garden           | 2                     |
| 31 mar 2014 | Pink Blossom            | 2                     |
| 24 nov 2014 | Pink Luv                | 1                     |
| 21 jul 2015 | Pink Memory             | 2                     |
| 26 sep 2016 | Pink Revolution         | 2                     |

## Filmografi

### TV-drama
| År   | Titel              | Kanal         | Roll          |
| ---- | ------------------ | ------------- | ------------- |
| 2015 | Investigator Alice | Naver TV Cast | Chun Yeon-joo |